# Subotički književni krug
Subotički književni krug Prvo književno društvo u Subotici utemeljili su, 18. rujna 1840. godine mladi subotički intelektualci, spisatelji, novinari i ljubitelji knjige: Josip Antunović, Ferenc Hoffmann, Zsigmond Kárvázy, Josip Meznerić, Božidar Prokopčanji, Đeno Sarić, Ambrozije Šarčević, Mihály Simonyi, Jánós Varga, Mátyas Vinkler i Đorđe Zarić. 
Među starije književne udruge u Subotici spada Subotički književni kružok - Szabadkai irodalmi kör utemeljen 20. siječnja 1878. godine kada je prihvaćen statut ove nove asocijacije spisatelja i ljubitelja lijepe književnosti. Ministarstvo unutarnjih poslova Ugarske odobrava ga 22. veljače 1878. godine. 
Subotički časopis za književnost, umjetnost i društvena pitanja Rukovet, čiji je pokretač i prvi urednik Lazar Merković, a koji izlazi od 1. svibnja 1955., slovi kao glasilo Subotičkog književnog kruga. 
Od sredine 20. stoljeća u radu Subotičkog književnog kruga, pa nadalje, posebno je zapaženo djelovanje Subotičkog hrvatskog književnog kruga. O njegovu djelovanju kroatologinja dr sc. Sanja Vulić je zabilježila: «Pristupimo li hrvatskoj književnosti u cjelini kao makrosustavu, onda možemo reći da je hrvatska književnost u Bačkoj mikrosustav toga makrosustava koji, barem u razdoblju od kraja 19. stoljeća pa nadalje, sadrži sve bitne jezične i duhovne sastavnice hrvatskoga književnoga makrosustava. Hrvatska je književnost u Bačkoj prozom Vražje nedilo koju je Grga Andrin napisao 1899., sudjelovala u samim početcima stvaranja hrvatske dijalekatne književnosti. Također je poemom Natpivavanja Ivana Pančića zauzela značajno mjesto u razvoju hrvatske dijalekatne književnosti na novoštokavštini, tj. na jednom od hrvatskih novoštokavskih dijalekata. To je mjesto kasnije i sačuvala zahvaljujući Mikovićevu i Sekeljevu dijalekatnom stvaralaštvu, a preko Žigmanovljevih i Prćićevih dijalekatnih djela razvija se sve do današnjih dana. Istodobno hrvataska pisana riječ u Bačkoj preko pojedinih autora pripada grani hrvatske književnosti u dijaspori koja se razvija isključivo na lokalnom idiomu neke od zajednica u dijaspori. Među takvim je autorima najistaknutija Ruža Silađev. Usporedno se tijekom čitavoga razmatranoga razdoblja hrvatska književnost u Bačkoj razvija i na književnom jeziku koji od posljednjih desetljeća 19. pa sve do sredine prvoga dijela 20. stoljeća dijelom slijedi hrvatsku pravopisnu i jezičnu normu (uključujući i slovopisne manire) iz druge polovice 19. stoljeća, tj. normu Zagrebačke filološke škole. Recidiv takvoga književnojezičnoga pravca u Bačkoj nalazimo i u današnje vrijeme u djelima Ante Vukova. Dio se pisaca svojim djelima uklapa u hrvatski ikavski nedijalekatni književni korpus, a još potkraj 20. stoljeća taj pravac slijedi pisac Matija Kovačić. Naravno, od sredine 20. stoljeća pa nadalje u potpunosti prevladava književna djelatnost na suvremenom hrvatskom književnom jeziku, a u razvoju te književnosti nedvojbeno najvažniju ulogu igra suvremeni Subotički hrvatski književni krug.» (2009, 308.)

## Vanjske poveznice
- Subotički hrvatski književni krug
- Klasje naših ravni Lazar Razora: Suvremena književnost Hrvata u Vojvodini - gledana iz još jednog počela
- Juditha Plankos, U traganju za vlastitim granicama - Poetsko pamćenje u djelu Milovana Mikovića, Klasje naših ravni, 11. – 12.,2012., 96. – 100.
- Web centar hrvatske kulture